# Alto da Mooca
O Alto da Mooca é um bairro situado em parte no distrito da Água Rasa e em parte na Mooca, Zona Leste da cidade de São Paulo, administrado pela Subprefeitura da Mooca. Está situado na Zona do Centro Expandido da cidade, de acordo com a nova subdivisão da mesma. Até 1991 formava um distrito à parte, incluindo também boa parte da Água Rasa, e ainda hoje é assim classificado por algumas repartições públicas.
Algumas das vias mais importantes da região estão localizadas próximas ao bairro, como a Avenida Salim Farah Maluf, Avenida Sapopemba,Avenida Cassandoca, Rua do Orfanato, Avenida Paes de Barros e Rua da Mooca, essa última a qual tem início no bairro e termina nos limites da Zona Leste com o Centro.

## História

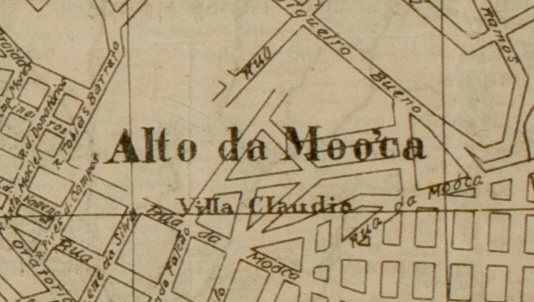
Traçado do bairro, Mapa Oficial da cidade em 1929.

Independentemente de a historia do Alto da Mooca se confundir com a historia da cidade de São Paulo, não encontram-se muitas razões sobre sua história. Antes da chegada dos colonizadores, a região era habitada por povos indígenas que viviam em harmonia com a natureza, utilizando o território para caça e coleta. Com a colonização portuguesa, a área começou a ser explorada para a agricultura e a criação de gado, permanecendo rural até o final do século XIX.
No século XIX, o desenvolvimento econômico da região foi impulsionado pela construção de fábricas e a expansão da malha ferroviária, crucial para integrar a Mooca ao crescente núcleo urbano de São Paulo. As ferrovias atraíram trabalhadores e imigrantes que se instalaram na região em busca de emprego e melhores condições de vida.
O início do século XX marcou uma fase de urbanização acelerada no Alto da Mooca. O loteamento inicial foi impulsionado pela proximidade com as linhas ferroviárias e pelas indústrias nas redondezas, acompanhado pela abertura de ruas e a instalação de infraestrutura básica. A presença de imigrantes, especialmente italianos, foi determinante para a caracterização social e cultural do bairro, tornando a Mooca um reduto de famílias italianas que trouxeram suas tradições, culinária e festas típicas. Outros grupos de imigrantes, como portugueses e espanhóis, também se estabeleceram na região, enriquecendo o tecido cultural local.
O Alto da Mooca é caracterizado por ruas arborizadas e largas, planejadas para acomodar o crescimento populacional e industrial. A arquitetura do bairro mistura casas térreas antigas, sobrados e edifícios modernos, refletindo sua evolução. Os nomes das ruas homenageiam figuras históricas e localidades italianas, como a Rua Juventus e a Rua da Mooca.
O distrito da Água Rasa, onde o bairro está localizado, surgiu como uma extensão da Mooca na década de 1930, incorporando ruas dos vizinhos Tatuapé e Belém, após a desativação do hipódromo da Mooca. Este novo loteamento atraiu imigrantes, principalmente húngaros e lituanos. Em 1938, a Água Rasa, muitas vezes confundida com o Alto da Mooca, foi considerada distrito da cidade, mas mais tarde voltou à categoria de subdistrito.
Segundo o historiador Ernani Silva Bruno, a avenida principal, Regente Feijó, homenageia Diogo Antônio Feijó, que viveu na região e cultivou chá. A área era uma várzea do córrego do Tatuapé, que, canalizado, deu lugar à avenida Salim Farah Maluf.
Para além da Rua Javari, os embates do bairro ocorrem também na Mooca Baixa, vista com preconceito por quem vive nas áreas mais nobres. Espremida entre a Linha 10-Turquesa da CPTM, a Avenida Alcântara Machado e a Avenida do Estado, a região é evitada por moradores do lado direito da linha do trem, onde estão o Alto da Mooca e o Parque da Mooca. Apesar disso, o 57º DP do Alto da Mooca é uma das razões pelas quais a área é considerada segura. Em junho de 2019, foi o décimo bairro mais seguro da cidade, sem registros de homicídios ou latrocínios entre as 87 regiões analisadas.

## Atualidade
Ao longo dos anos, o Alto da Mooca passou por modernização, com novos empreendimentos residenciais e comerciais. Apesar disso, o bairro preserva seu espírito comunitário e tradições culturais, celebradas em eventos como a Festa de San Gennaro. O Parque Sabesp Mooca oferece um espaço verde para lazer em meio à urbanização.
O lugar era povoado por índios que se encontravam perto de um rio, o Tamanduateí. Por conta deste acontecimento, muitas ruas do bairro possuem nomes do primórdio indígena como: Cassandoca, Javari, Taquari, Tabajaras entre outras. Sua arborização é encontrada em praças e/ou parques públicos. Em volta dos prédios mais novos, tem-se implantado várias árvores ou mudas. Atualmente, encontra-se em processo de verticalização.
Por ser um bairro de descendência italiana, os mais antigos carregam em si, vocábulos conhecidos como gírias mooquenses: "Orra, meu"; "Patsa"; "Área"; "Guai"; "Punto e basta, zéfini" etc.
Em 2014, a Sabesp transformou um terreno usado como reservatório no Parque Fiori Gigliotti, nome em homenagem ao radialista Fiori Gigliotti, que morou na Mooca por doze anos, na década de 1970. Foram instalados equipamentos de ginástica, brinquedos de madeira para crianças e colocada uma tenda para eventos esportivos, organizados por monitores. Uma dessas atividades é a técnica oriental lian gong, que previne dores no corpo. O local tem 21 200 metros quadrados, incluso um campo aberto, usado muitas vezes para treinos esportivos, como futebol, futebol americano, ioga etc.